# Arenaria lanuginosa
Arenaria lanuginosa là loài thực vật có hoa thuộc họ Cẩm chướng. Loài này được (Michx.) Rohrb. mô tả khoa học đầu tiên năm 1872.